# Józef Niemirowicz Szczytt (zm. między 1808 a 1817)
Józef Niemirowicz-Szczytt (Józef Szczytt Niemirowicz / Józef Szczytt) herbu Jastrzębiec (zm. między 1808 a 1817) – kasztelan brzeskolitewski (1783–1790), konsyliarz Rady Nieustającej, poseł na sejmy, członek sądu sejmowego (1784–1786), szambelan JKM Stanisława Augusta (od 1773)
Syn Jana Krzysztofa (Jana Antoniego), pana na Kożangródku, i Ludwiki z Paców, córki kasztelana połockiego Michała Kazimierza Paca i Katarzyny z Karasiów. Wnuk Krzysztofa Benedykta Niemirowicza-Szczytta i jego trzeciej żony Anny Kieżgajło-Zawiszanki. Bratanek Józefa Niemirowicza-Szczytta, kasztelana mścisławskiego, i brat Krzysztofa, starosty witagolskiego.

## Działalność publiczna
Jako konsyliarz pow. pińskiego w 1767 podpisał w Wilnie akt konfederacji generalnej (radomskiej). W tym też roku na sejmiku w Dyneburgu został obrany drugim posłem z Inflant i z Litwy (jednak po zmianach dokonanych przez Stanisława Augusta reprezentował tylko Inflanty). W latach 1767–1768 sejm delegacyjny powołał go do komisji do sprawy Stanisława Radziwiłła i jego żony Karoliny z zakonem augustianów i sukcesorami Bielikowiczów.
W 1773 został szambelanem króla Stanisława Augusta. W 1782 na sejmiku woj. płockiego w Raciążu został obrany posłem na sejm warszawski tego roku, na którym obrano go z prowincji lit. konsyliarzem do Rady Nieustającej. W 1783 został kasztelanem brzeskim litewskim. W 1784 na sejmie grodzieńskim wyznaczono go z senatu do kontroli Komisji Edukacji Narodowej. Został sędzią sejmowym na drugą kadencję (1785).
W 1786 król Stanisław August powierzył mu przywództwo stronnictwa królewskiego w województwie brzeskim litewskim. W 1786 wybrany do Rady Nieustającej, w której był podczas dwóch kadencji (1786-1788). W 1787 został powołany w skład komisji Rady Nieustającej weryfikującej rachunki gen. artylerii kor. Alojzego Fryderyka Bruhla. W latach 80. XVIII mieszkał stale w Warszawie, ciesząc się zaufaniem prymasa Michała Poniatowskiego.
W 1788 podpisał akt Konfederacji Generalnej Obojga Narodów. Na Sejmie Wielkim reprezentował stanowisko regalistyczne, bronił Rady Nieustającej. W 1791 nominowany z senatu do Deputacji Konstytucyjnej i obrany komisarzem do Komisji Policji Obojga Narodów. Członek Deputacji Szpitalnej Lit. (1792).
W 1793 na sejmie grodzieńskim (w którym nie uczestniczył) został powołany z senatu na przewodniczącego komisji ds. demarkacji granicy polsko-rosyjskiej.
W 1784 roku został kawalerem Orderu Świętego Stanisława, a w 1788 roku został odznaczony Orderem Orła Białego.

## Dobra i fundacje
Posiadał znaczne dobra ziemskie, m.in. po matce Ludwice Pac Wialbutów i Giedejki (pow. oszmiański), wraz z bratem Krzysztofem rozległe dobra kożangródzkie, gdzie w poł. XVIII w. został wzniesiony pałac Niemirowiczów-Szczyttów, Bostyń oraz wniesione przez żonę Teklę Matuszewicz: Kustyń, Jackowicze, Motykały, a w woj. płockim: Ciachcino (Ciachcino, Goślice, Gośliczki), Zagroba (Chudzyno, Dąbrusk, Mięcienino Kmiecie) Męczenino, Bębnów. Również w woj. płockim zakupił w 1789 Leszczyno Księże i dobra Tchórz.
W Ciachcinie wraz z żoną Teklą ufundował w 1775 drewniany kościół, a w Goślicach posiadał murowany dwór.
Rezydował w Motykałach, następnie w Warszawie, a na pocz. XIX w. przeniósł się do Bostynia.
Kasztelanowa brzeska Tekla z Matuszewiczów Niemirowiczowa Szczyttowa zapisała się wśród najhojniejszych w historii darczyńców Szpitala św. Trójcy w Płocku.

## Rodzina
Poślubił Teklę Matuszewiczównę, córkę Józefa, stolnika brzeskiego litewskiego, i Konstancji z Kuczyńskich, podstolanki drohickiej. Tekla wcześnie została sierotą i spadkobierczynią znacznego majątku. Jej prawnym opiekunem został jej stryj Marcin Matuszewicz.
Z Teklą miał jedynego syna - Nikodema (ok. 1777- ok. 1797), zmarłego młodo i bezpotomnie.